# Nowaja Niwa (obwód mohylewski)
Nowaja Niwa (biał. Новая Ніва; ros. Новая Нива) – wieś na Białorusi, w obwodzie mohylewskim, w rejonie mohylewskim, w sielsowiecie Siemukaczy.
W pobliżu znajduje się przystanek kolejowy Nowaja Niwa, położony na linii Osipowicze – Mohylew.